# Acteocina infrequens
Acteocina infrequens är en snäckart som först beskrevs av C. B. Adams 1852.  Acteocina infrequens ingår i släktet Acteocina och familjen Cylichnidae. Inga underarter finns listade i Catalogue of Life.